# Mike Hulme
Michael 'Mike' Hulme (né le 23 juillet 1960) est professeur de géographie humaine dans le département de géographie de l'Université de Cambridge. Il était auparavant professeur de climatologie au King's College de Londres (2013-2017) et à l'École des sciences environnementales à l'Université d'East Anglia.

## Formation
Mike Hulme a suivi ses études secondaires, entre 1974 et 1978, au Madras College de St Andrews  en Écosse. Il obtient une licence (B.Sc.) en géographie à l'université de Durham en 1981 et son doctorat (Ph.D.) en climatologie à l'université de Swansea en  1985. Sa thèse de doctorat est intitulée Changement séculaire climatique et hydrologique au centre du Soudan. 

## Carrière académique
Ses recherches portent essentiellement sur la climatologie.
En 1988, après avoir été pendant quatre ans chargé de cours à l'université de Salford, il devint chercheur pendant 12 ans au Climatic Research Unit, qui fait partie du département de sciences environnementales à l'Université d'East Anglia (UEA). En octobre 2000, il fonda le Tyndall Centre for Climate Change Research (en), un organisme en réseau chapeautée par l'UEA, et qu'il dirigea jusqu'en juillet 2007. Hulme fut auteur de plusieurs rapports du Groupe d'experts intergouvernemental sur l'évolution du climat (GIEC) entre 1995 et 2001.
Depuis 2008, il est éditeur en chef du journal Wiley Interdisciplinary Reviews (WIREs) Climate Change, publié par John Wiley & Sons.

## Principales publications
- (en) Michael Hulme et Elaine Barrow, Climates of the British Isles : Present, Past and Future, Routledge, 1997, 454 p. (ISBN 978-0-415-13016-5, lire en ligne).
- (en) Bert Metz, Mike Hulme, Michael Grubb, Tyndall Centre for Climate Change Research, Climate policy options post-2012 : European strategy, technology and adaptation after Kyoto, Earthscan, 2005.
- (en) Mike Hulme, Why We Disagree About Climate Change, Cambridge University Press, 2009 . Le livre fut cité par The Economist en décembre 2009 comme l'un des quatre livres de science et technologie de l'année[6].
- (en) Henry Neufeldt et Mike Hulme, Making Climate Change Work For Us : European Perspectives on Adaptation and Mitigation Strategies, Cambridge University Press, 2012.
- (en) Mike Hulme, Exploring Climate Change Through Science and in Society : An Anthology of Mike Hulme's Essays, Interviews and Speeches, Routledge, 2013. Cet ouvrage rassemble plusieurs des écrits les plus marquants sur le changement climatique depuis la fin des années 1980.
- (en) Mike Hulme, Can Science Fix Climate Change? A Case Against Climate Engineering, Polity, 2014.
- (en) Mike Hulme, Weathered : Cultures of Climate, SAGE Publications Ltd, 2007.

## Point de vue sur le changement climatique
En 2008, Hulme énonça ce qu'il appela les "cinq leçons du changement climatique"
1. Le changement climatique est un risque relatif, mais pas absolu.
2. Les risques climatiques sont sérieux et nous devrions chercher à les réduire.
3. Notre monde a d'énormes besoins de développement non satisfaits.
4. Notre panel énergétique actuel n'est pas tenable.
5. L'exploitation industrielle massive et délibérée de la planète est une pratique douteuse.

Après l'Incident des courriels du Climatic Research Unit (CRU), il écrivit un article pour la BBC en ces termes : « À tout le moins, la publication de courriers électroniques privés du CRU devrait être considérée comme un avertissement pour les scientifiques, et en particulier pour les climatologues. La principale leçon à retenir est que non seulement les connaissances scientifiques sur le changement climatique doivent relever du domaine public - sur ce point, le GIEC fait un bon travail en accord avec ses propres principes - mais aussi que, dans le nouveau siècle de communication numérique et de citoyenneté active, les pratiques d'investigation scientifique doivent également relever du domaine public ».
Dans un autre article pour la BBC, en novembre 2006, il lança un avertissement contre les dangers d'utiliser un langage alarmiste quand il s'agit de communiquer sur le changement climatique.
Mike Hulme est l'un des auteurs du Hartwell Paper (en), publié par la London School of Economics en collaboration avec l'université d'Oxford en mai 2010. Dans ce texte, les auteurs considèrent que la conférence de Copenhague de 2009 sur les changements climatiques a été un échec et que le protocole de Kyoto a échoué à produire la moindre réduction discernable de gaz à effet de serre en quinze ans,. Selon eux, cet échec ouvre une opportunité de s'affranchir de la politique climatique résultant du protocole de Kyoto et l'article plaide pour une approche controversée de décarbonation par étape de l'économie globale,.